# Contre-attaque de Bougainville

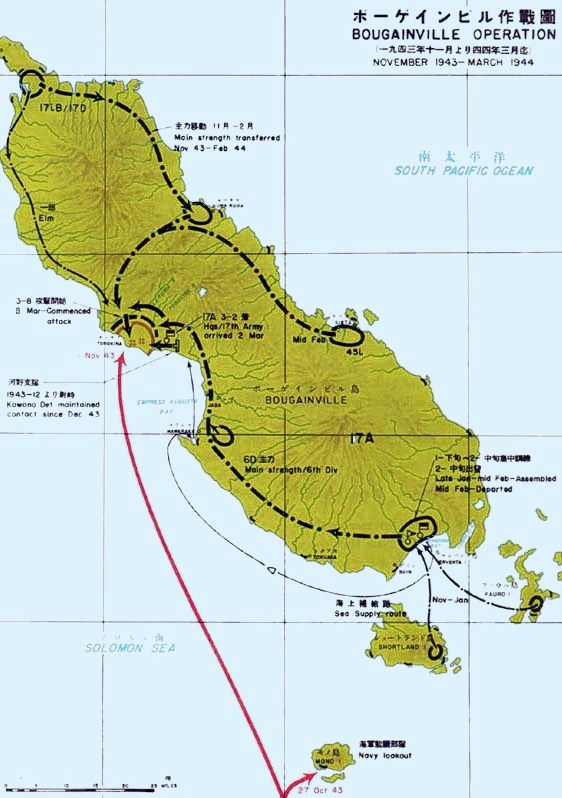
Carte des mouvements japonais sur Bougainville (noir).

La contre-attaque de Bougainville, également connue sous le nom de seconde bataille de Torokina, est une offensive japonaise infructueuse contre la base alliée au cap Torokina, sur l'île de Bougainville, pendant la guerre du Pacifique, lors de la Seconde Guerre mondiale. Il s'agit d'un des engagements de la campagne de Bougainville.
L'attaque japonaise commence le 8 mars 1944 après des mois de préparation, et est repoussée par les forces de l'armée américaine dans des combats qui durent jusqu'au 25 mars. L'attaque est entravée par des informations inexactes et une mauvaise planification et est vaincue par les défenseurs alliés bien préparés et beaucoup plus nombreux que les forces japonaises. Les Japonais subissent de lourdes pertes, tandis que les pertes alliées restent limitées.
Le but de l'offensive est la destruction de la tête de pont alliée, qui accueille trois aérodromes stratégiquement importants. Les Japonais croient à tort que leurs forces sont à peu près égales aux unités déployées pour défendre les positions alliées. Les Alliés détectent des préparatifs japonais pour l'attaque peu après leur début au début de l'année 1944 et renforcent donc en conséquence les défenses de la base. Aucune des trois forces japonaises qui mènent l'attaque ne parvient à pénétrer loin dans le périmètre allié, bien qu'il y ait des combats intenses sur plusieurs positions.
La contre-attaque de Bougainville est la dernière grande offensive japonaise dans la campagne des îles Salomon. Après l'engagement, les forces japonaises se retirent de la région de la baie de l'impératrice Augusta et les combats sont limités jusqu'à la fin de l'année 1944, quand les troupes australiennes prennent le relais des Américains et commencent une série d'avancées jusqu'à la fin de la guerre, en août 1945.